# Wincenty z Niałka
Wincenty z Niałka (zm. 1232) – arcybiskup gnieźnieński w latach 1220–1232. 

## Życiorys
Pochodził ze szlacheckiego rodu Jeleni-Niałków. Błędne okazały się wcześniejsze hipotezy (m.in. Długosza) łączące go z rodem Nałęczów. Przypuszczalnie studiował za granicą, być może we Włoszech. W młodości miał żonę, która urodziła mu co najmniej dwójkę dzieci: Mirosława i Boguchwała. Najpóźniej w 1211 był jednak już wdowcem. Od 1208 sprawował urząd kanclerza na dworze księcia wielkopolskiego Władysława Laskonogiego i wspierał jego politykę. Na tym tle popadł w konflikt z arcybiskupem gnieźnieńskim Henrykiem Kietliczem, przeciwnikiem Laskonogiego. Wincenty był jednym z architektów przymierza Władysława Laskonogiego z księciem śląskim Henrykiem Brodatym, doprowadził też do poprawy jego stosunków ze Stolicą Apostolską oraz podkopania pozycji arcybiskupa Henryka w kurii rzymskiej. Rozgniewany arcybiskup rzucił na niego i na księcia ekskomunikę w 1210. Wkrótce jednak doszło do chwilowego pojednania księcia i jego kanclerza z Henrykiem. W 1213 Wincenty świadkował na jednym z dokumentów Henryka Kietlicza jako członek kapituły gnieźnieńskiej, a kilka lat później (1216) objął w niej stanowisko prepozyta.

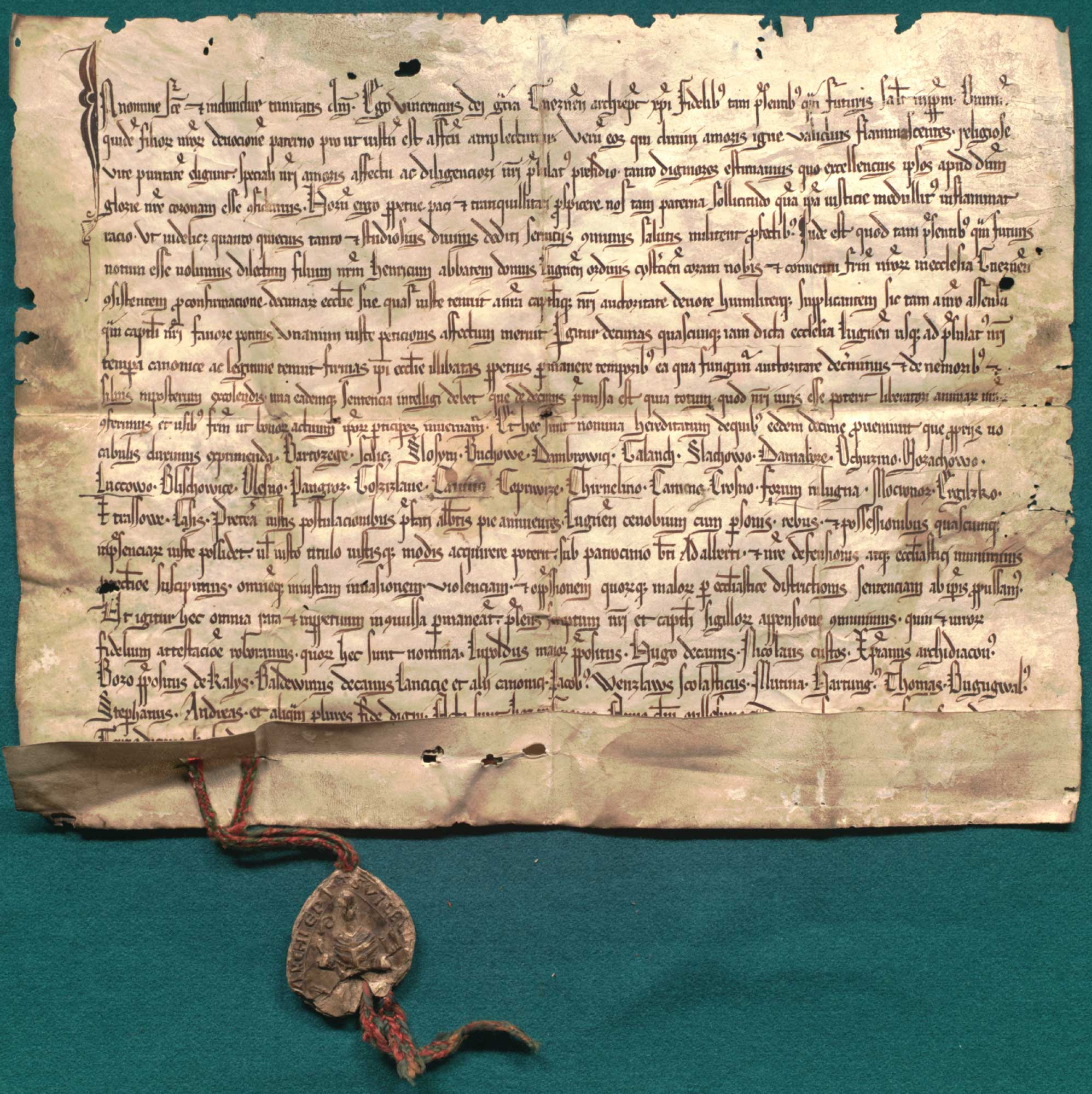
Wincenty, abp gnieźnieński, nadaje opactwu cystersów w Łeknie dziesięciny

Po śmierci Henryka Kietlicza (22 marca 1219) kapituła gnieźnieńska podzieliła się na zwolenników dwóch kandydatów: Hugona i Boguchwała. Papież Honoriusz III odrzucił obu z nich i mianował metropolitą Iwo Odrowąża, biskupa Krakowa, który jednak odmówił. W tej sytuacji papież wyznaczył dwóch legatów, biskupa wrocławskiego Wawrzyńca i opata wrocławskich norbertanów, którzy mieli zorganizować nową elekcję. Dzięki poparciu biskupa Iwona, obydwu legatów papieskich oraz książąt Henryka Brodatego i Władysława Laskonogiego kapituła jednogłośnie obrała Wincentego. 5 października 1220 papież, po pewnych wahaniach z uwagi na przeszłość elekta, zatwierdził ten wybór. Gdy Wincenty obejmował arcybiskupstwo, miał jedynie niższe święcenia kapłańskie, dlatego przed objęciem we władanie arcybiskupstwa gnieźnieńskiego przyjął święcenia wyższe i sakrę biskupią. 
W czasie pontyfikatu Wincentego przebywał w Polsce legat papieski kardynał Gregorio Crescenzi (1223). W 1226 roku Wincenty zwołał synod prowincjonalny, o którym jednak nic bliżej nie wiadomo oprócz tego, że doszło na nim do jakiegoś sporu między biskupem krakowskim Iwonem a wrocławskim Wawrzyńcem, w którym arcybiskup poparł tego drugiego. W czasie klęski głodu 1222-24 rozdawał potrzebującym żywność z dóbr arcybiskupich. W sprawach politycznych reprezentował postawę ugodową. Był jednym z uczestników zjazdu w Gąsawie, gdy śmierć poniósł Leszek Biały. Uczestniczył w wiecu Władysława III Laskonogiego z biskupami i możnymi w Cieni w 1228 roku, na którym książę wydał przywilej. 
Wincenty z Niałka zmarł na początku 1232 roku, po długiej i ciężkiej chorobie.